# Lunar Precursor Robotic Program
De onbemande missies van het Amerikaanse Lunar Precursor Robotic Program (LPRP) zijn bedoeld om toekomstige bemande NASA-missies naar de Maan te ondersteunen. 
Robots zullen naar de Maan gestuurd worden om onderzoek uit te voeren en belangrijke gegevens over de Maan verzamelen om zo de risico's voor bemande ruimtevaart naar de Maan te verminderen. Zo zullen de LPRP-missies informatie verzamelen over de straling op de Maan, om ongewenste gevolgen uit te sluiten. Ook zal het oppervlak van de Maan in kaart worden gebracht om zo de Maanlander te ondersteunen bij het landen, maar ook om regio's te vinden die uit wetenschappelijk oogpunt interessant zijn. Al deze informatie is belangrijk bij het maken van de nodige uitrusting om de Maan te bereiken en om tijdelijk op de Maan te verblijven.

## Lunar Reconnaissance Orbiter
De eerste LPRP-missie, Lunar Reconnaissance Orbiter (LRO), werd samen met Lunar Crater Observation and Sensing Satellite (LCROSS) gelanceerd op 28 juni 2009. LRO zal belangrijke informatie verzamelen over de oppervlakte van de maan om veilige landingssites te vinden die eveneens interessant zijn om te onderzoeken en waaruit dit onderzoeken makkelijk en vlot kan verlopen. LRO zal tijdens zijn missies foto's van hoge resolutie nemen en foto's omtrent de straling en de temperatuur op de Maan.

## Lunar Crater Observation and Sensing Satellite
De Lunar Crater Observation and Sensing Satellite (LCROSS), het tweede en goedkopere onderdeel, zal zich daarentegen bezighouden met het onderzoeken van vluchtige stoffen in de permanent donkere plekken op de Maan. Het Lunar Architecture Team zal zich met deze gegevens bezighouden met het onderzoeken hoe toekomstige bemande vluchten in 2020 de Maan veilig kunnen verlaten.